# Rita Ora
Rita Sahatçiu Ora, rojena kot Rita Sahatçiu, ameriška glasbenica in pevka kosovskega rodu, * 26. november 1990 Priština, Kosovo.